# Zehner
Zehner is een historisch merk van motorfietsen.
De bedrijfnaam was Emil Zehner, Motorradbau, Suhl in Thüringen (1924-1926).
Het was een Duits merk dat door Otto Dehne ontworpen 197 cc zijklepmachines maakte. In de jaren 1923 tot 1926 ontstonden én verdwenen ongeveer 200 van deze kleine motorfietsbouwers, die in de meeste gevallen niet in staat waren een dealerkring op te bouwen en alleen in hun eigen regio motorfietsjes als goedkoop transportmiddel konden verkopen.